# Witenagemot

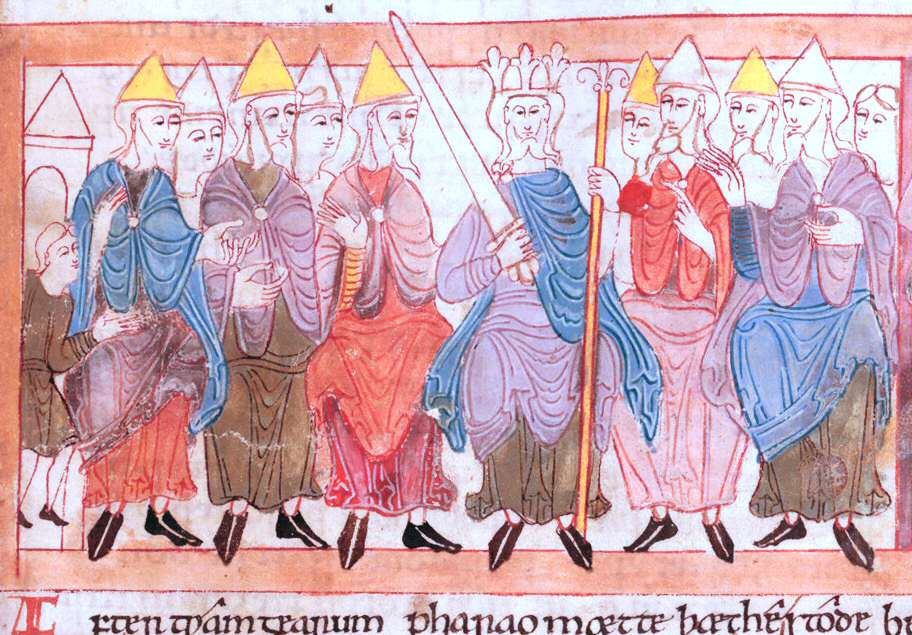
Angelsaksische koning met zijn witana (11e eeuw)

De Witenagemot of de Witena gemot, ook bekend als de Witan (de titel van de leden) was een politieke instelling in het Angelsaksische Engeland die functioneerde van voor de zevende eeuw tot de elfde eeuw. De naam is afgeleid van het Oudengelse ƿitena ȝemōt of witena gemōt wat "vergadering van wijze mannen" betekent. De Witenagemot was een assemblee van de elite met de primaire verantwoordelijkheid om de koning van raad te voorzien. De leden waren afkomstig uit de belangrijkste adel in Engeland met zowel geestelijken als niet-geestelijke individuen. Van de instelling wordt gedacht dat het een aristocratische evolutie weergeeft van de oude Germaanse algemene vergaderingen of folkmoot. Tegen de zevende eeuw ontwikkelden deze oude folkmoots in Engeland tot bijeenkomsten van de machtigste en belangrijkste personen van het land, waaronder ealdormen (oudsten), thane (leenheren) en hoge clerus. Ze behandelden materies die zowel nationale als plaatselijke belangen aangingen.

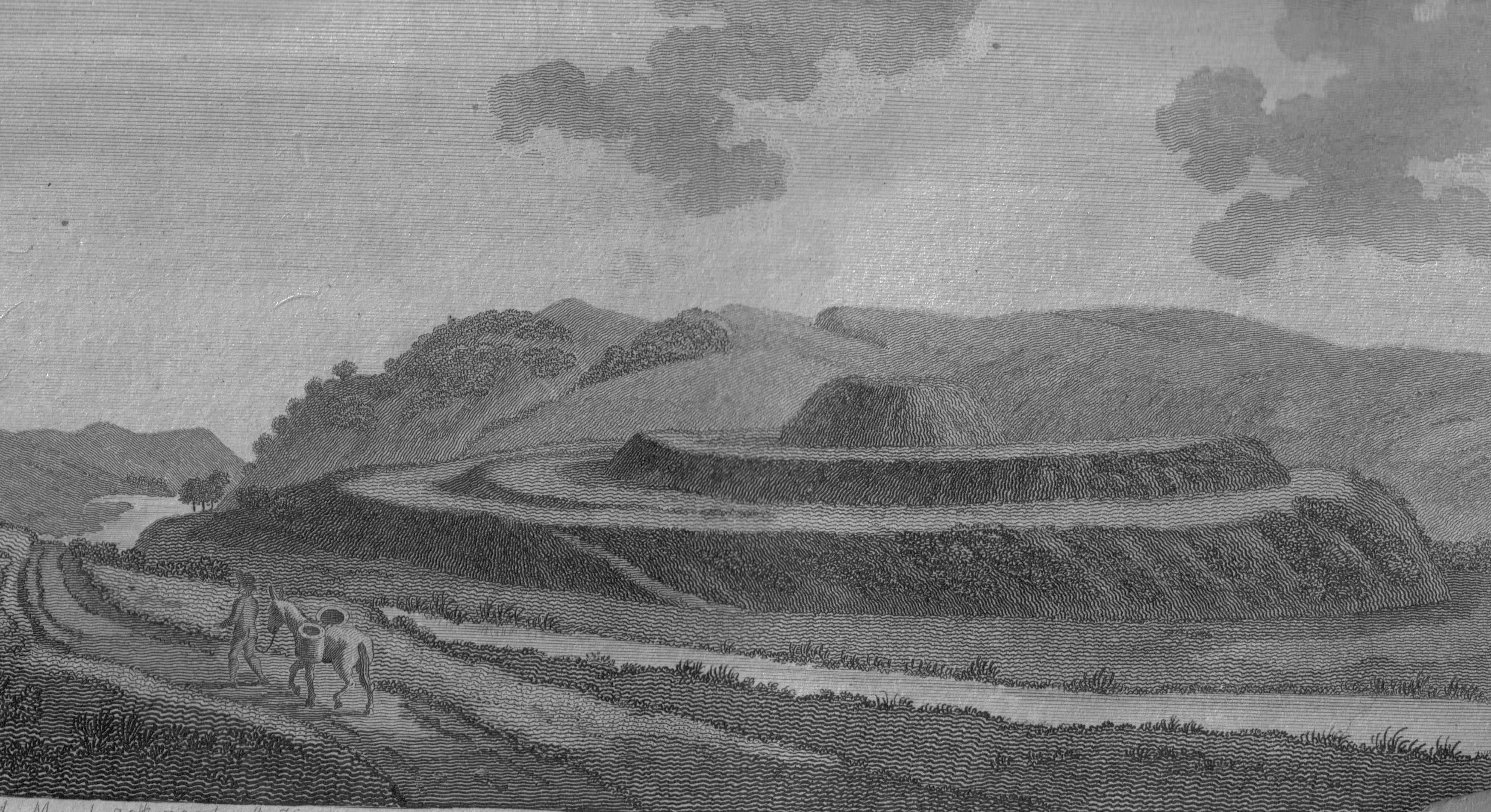
Mote of Urr, een moot hill